# Цимбал, Евгений Дмитриевич
Евгений Дмитриевич Цимбал (11 февраля 1986 года, Калининград, СССР) — российский футболист, полузащитник.

## Биография
Воспитанник калининградского футбола. Начинал карьеру в местной команде «Балтика». Поначалу выступал за «Балтику-2» во Втором дивизионе. Дебютировал в Первом дивизионе 19 апреля 2008 года в игре против ФК «Металлург-Кузбасс». 6 августа 2008 года вышел на замену в матче 1/16 финала Кубка России по футболу против команды Премьер-лиги «Луч-Энергия» (Владивосток). В том же сезоне на правах аренды выступал за череповецкую «Шексну». В 2009 году перешёл в смоленский «Днепр». В 2010 году выступал за уссурийский «Мостовик-Приморье». В 2011 году вернулся в смоленский «Днепр».
В 2014 году читателями газеты «Рабочий путь» был признан лучшим спортсменом Смоленской области. Являлся вице-капитаном команды. Всего за «Днепр» сыграл в 157 матчах, забил 6 голов. В 2015 году вернулся в родную «Балтику», за которую затем провёл 75 матчей в ФНЛ. В 2017 году перешёл в красногорский «Зоркий». В 2019 году стал игроком ульяновской «Волги». С 2020 года выступал за ФК «Кубань Холдинг» в Первенстве ПФЛ, был капитаном команды. В августе 2024 года объявил о завершении карьеры игрока.